# Johann Heinrich Ayrer
Johann Heinrich Ayrer (* 1732 in Coburg; † 6. Januar 1817 in Göttingen) war ein deutscher akademischer Reitlehrer.

## Leben
Schon im Knabenalter äußerte sich bei ihm ein Sinn für das Reiten. Nach dem Besuch mehrerer Reitbahnen im ganzen Reich bekam er 1749, mit 17 Jahren schon, die Aufsicht über den Stall des Feldmarschalls und Diplomat Aloys Thomas Raimund von Harrach in Wien. Er begleitete von Harrach 1750 zum ungarischen Landtag, verbrachte dann einige Jahre in Italien und begleitete Generalmajor Emerich Graf Esterházy 1756 und 1757 im Siebenjährigen Krieg. 
1760 wurde er an die Universität Göttingen berufen, wo er zum professoris ordinarii ernannt wurde, mit Vortritt zum professoribus extraordinarius. Er erhielt dort 40 bis 50 Schulpferde und unterrichtete Studenten und Reiter, teilweise aus fremden Höfen angereist, im Reiten.